# Karan Casey

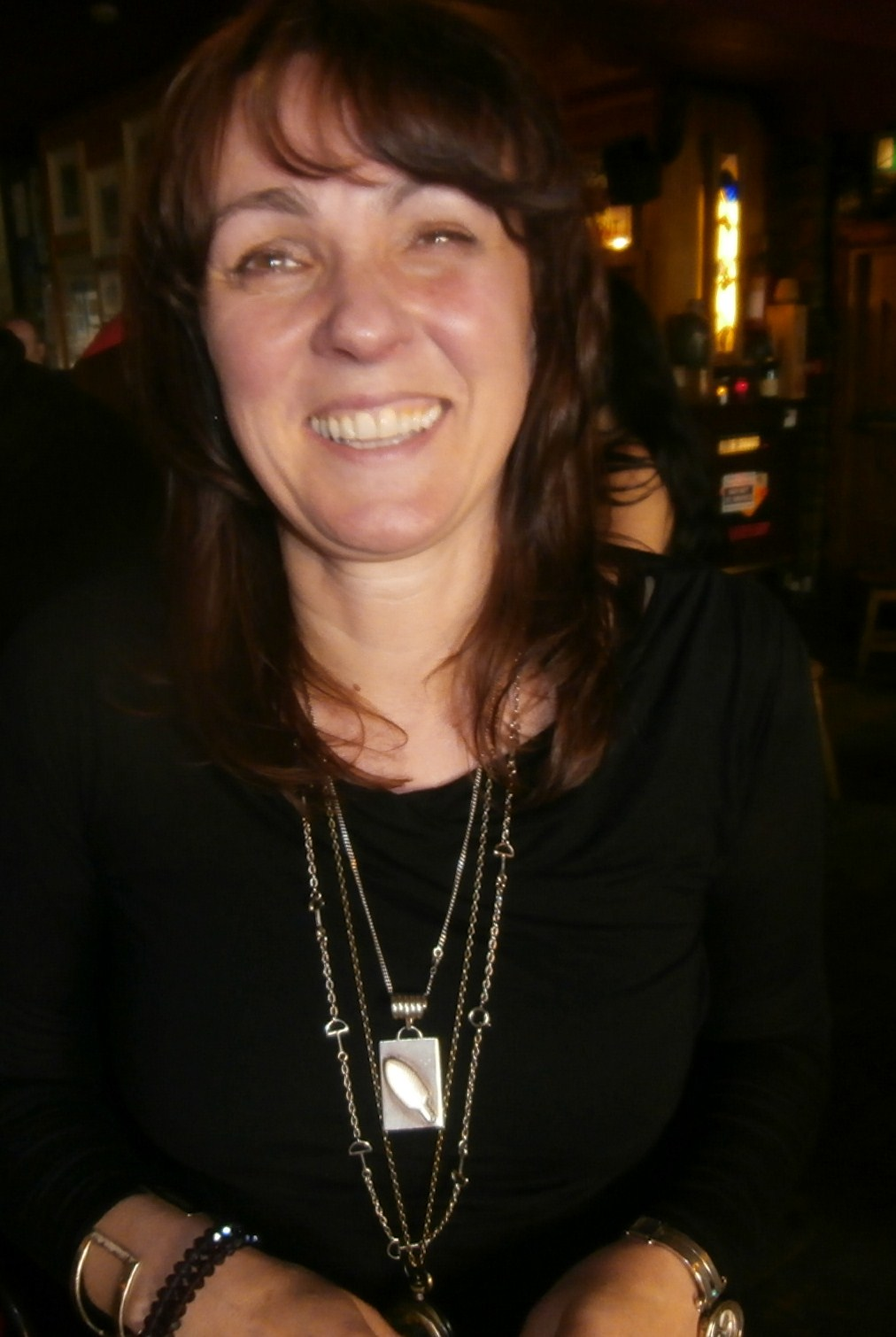
Karan Casey (2014)

Karan Casey (* 1969 in Ballyduff Lower, Kilmeaden,  County Waterford, Irland) ist eine Irish-Folk-Sängerin.
Sie war viereinhalb Jahre Frontsängerin der bekannten amerikanisch-irischen Gruppe Solas, bevor sie eine Solokarriere begann.

## Leben
Karan Casey ist in Ballyduff Lower geboren und aufgewachsen. Ihre Familie ermutigte sie zum Singen, sowohl zu Hause, wie im Kirchenchor und in der Schule. Am Waterford Regional Technical College studierte sie Piano und ab 1987 Musik am University College Dublin.
Sie ist Mutter zweier Töchter.

## Alben
- 1997 – Songlines
- 2000 – The Seal Maiden (Kindermärchen)
- 2001 – The Winds Begin to Sing
- 2003 – Distant Shore
- 2005 – Chasing the Sun
- 2008 – Ships in the Forest
- 2014 – Two More Hours
- 2017 – Exiles Return (mit John Doyle)
- 2018 – Hyroglyphs That Tell The Tale